# Spalangiopelta apotherisma
Spalangiopelta apotherisma is een vliesvleugelig insect uit de familie Pteromalidae. De wetenschappelijke naam is voor het eerst geldig gepubliceerd in 1986 door Darling & Hanson.